# Bionectria kowhai
Bionectria kowhai är en svampart som först beskrevs av Dingley, och fick sitt nu gällande namn av Schroers 2001. Bionectria kowhai ingår i släktet Bionectria och familjen Bionectriaceae.   Inga underarter finns listade i Catalogue of Life.